# Кареглазова
Кареглазова — деревня в Абатском районе Тюменской области России. Входит в состав Абатского сельского поселения.

## История
В «Списке населенных мест Российской империи» 1871 года издания (по сведениям 1868—1869 годов) населённый пункт упомянут как казённая деревня Кровоглазова Ишимского округа Тобольской губернии, при речке Китерне, расположенная в 69 верстах от окружного центра города Ишим. В деревне насчитывалось 24 двора и проживало 132 человека (60 мужчин и 72 женщины).
В 1926 году в деревне имелось 27 хозяйств и проживало 146 человек (65 мужчин и 81 женщина). В административном отношении Кареглазова входила в состав Абатского сельсовета Абатского района Ишимского округа Уральской области.

## География
Деревня находится в юго-восточной части Тюменской области, в лесостепной зоне, в пределах Ишимской равнины, на правом берегу реки Китерни, на расстоянии примерно 1 километра (по прямой) к северу от села Абатское, административного центра района. Абсолютная высота — 70 метров над уровнем моря.

### Часовой пояс
Деревня Кареглазова, как и вся Тюменская область, находится в часовой зоне МСК+2. Смещение применяемого времени относительно UTC составляет +5:00.

## Население
| 1989 | 2002 | 2010 |
| ---- | ---- | ---- |
| 58   | ↗71  | ↗79  |

Гендерный состав
По данным Всероссийской переписи населения 2010 года в гендерной структуре населения мужчины составляли 44,3 %, женщины — соответственно 55,7 %.
Национальный состав
Согласно результатам переписи 2002 года, в национальной структуре населения русские составляли 87 % из 71 чел.

## Улицы
Уличная сеть деревни состоит из одной улицы (ул. Мира).